# Communauté de communes d'Erdre et Isac
La communauté de communes d'Erdre et Isac était une communauté de communes française, située dans le département de la Loire-Atlantique et la région Pays de la Loire.

## Histoire
Fondé début 1987, le SIVOM de Nort-sur-Erdre – appelé SIVOM Erdre et Isac par la suite – regroupait cinq (sauf Héric) des six communes composant le canton de Nort-sur-Erdre.
Le 1er janvier 2000, le SIVOM est transformé en communauté de communes.
La communauté de communes d'Erdre et Isac est dissoute le 31 décembre 2001 et les cinq communes membres rejoignent la communauté de communes d'Erdre et Gesvres (CCEG) tout comme Fay-de-Bretagne, Héric et Notre-Dame-des-Landes, trois communes issues du district de la région de Blain.

## Territoire communautaire

### Géographie
La communauté de communes d'Erdre et Isac était située au nord du District de l'agglomération nantaise et regroupait 5 communes. Sa superficie était de 174,29 km2.

### Composition
La communauté de communes était composée des 5 communes suivantes :
| Nom                    | Code Insee | Gentilé    | Superficie (km2) | Population (dernière pop. légale) | Densité (hab./km2) |
| ---------------------- | ---------- | ---------- | ---------------- | --------------------------------- | ------------------ |
| Nort-sur-Erdre (siège) | 44110      | Nortais    | 66,56            | 5 881 (1999)                      | 88                 |
| Casson                 | 44027      | Cassonnais | 16,15            | 1 319 (1999)                      | 82                 |
| Petit-Mars             | 44122      | Marsiens   | 25,97            | 2 438 (1999)                      | 94                 |
| Saint-Mars-du-Désert   | 44179      | Marsiens   | 30,46            | 3 407 (1999)                      | 112                |
| Les Touches            | 44205      | Touchois   | 35,15            | 1 948 (1999)                      | 55                 |

### Démographie
| 1968  | 1975  | 1982   | 1990   | 1999   |
| ----- | ----- | ------ | ------ | ------ |
| 9 211 | 9 810 | 12 288 | 13 935 | 14 993 |

## Administration

### Siège
Le siège de la communauté de communes était à la mairie de Nort-sur-Erdre, 30 rue Aristide Briand.

### Conseil communautaire
L'intercommunalité comptait 15 conseillers délégués répartis comme suit : 
| Nombre de délégués | Communes                                      |
| ------------------ | --------------------------------------------- |
| 4                  | Nort-sur-Erdre                                |
| 3                  | Petit-Mars, Saint-Mars-du-Désert, Les Touches |
| 2                  | Casson                                        |

### Élus
La communauté de communes était administrée par un conseil communautaire constitué de 15 conseillers délégués, chacun représentant une des cinq communes membres.
À sa dissolution, le bureau de la communauté de communes comptait un président, Albert Frémont, maire de Casson, 4 vice-présidents et 15 conseillers, soit 20 membres. La liste des vice-présidents était alors la suivante : 
|     | Attributions                         | Identité            | Qualité                                |
| --- | ------------------------------------ | ------------------- | -------------------------------------- |
| 1er | Action sociale et emploi             | Jean Goiset         | Maire de Nort-sur-Erdre                |
| 2e  | Communication, culture et patrimoine | Annie-France Touzot | Maire de Saint-Mars-du-Désert          |
| 3e  | Environnement                        | Claude Beléteau     | Troisième adjoint au maire des Touches |
| 4e  | Finances                             | Joël Dauvé          | Maire de Petit-Mars                    |

### Liste des présidents
| Période | Période      | Identité        | Étiquette | Qualité                                     |
| ------- | ------------ | --------------- | --------- | ------------------------------------------- |
| 1987    | 1996 (décès) | Philippe Touzot | DVD       | Maire de Saint-Mars-du-Désert (1983 → 1996) |
| 1996    | 2001         | Albert Frémont  | DVD       | Maire de Casson (1989 → 2011)               |

### Compétences
La communauté exerçait des compétences qui lui étaient déléguées par les communes membres.